# Odysso
odysso war ein wöchentliches Wissenschafts-Fernsehmagazin des SWR Fernsehens, das seit 13. Januar 2011 von Dennis Wilms moderiert wurde. Von 2006 bis 2010 wurde es von Ingolf Baur moderiert. Seit 2023 wird die Sendung durch Dokus unter dem Titel SWR Wissen abgelöst.
odysso beschäftigte sich monothematisch mit Gesundheitsthemen, Themen zu Mobilität, Umweltschutz, Natur und Energieversorgung und mit gesellschaftspolitischen Themen mit wissenschaftlicher Relevanz.
Die Sendung wurde donnerstags von 22.00 bis 22.45 Uhr im SWR Fernsehen ausgestrahlt und wurde auf ARD-alpha mehrfach wiederholt.